# Phalanx
A phalanx (ógörög φάλαγξ, újgörög φάλαγγα, magyarosan olykor falanx) az ókori Görögországban kialakult hoplita-hadviselés alapegysége volt. Eredetileg olyan több sor mélységű, nehézfegyverzetű gyalogosokból álló hadrendet jelölt, ahol az arcvonal szélessége nagyobb, mint a mélysége. A nyolcsoros mélységű klasszikus phalanx akár 1–1,5 km hosszú is lehetett. Az i. e. 4. század első felében a thébai Epameinóndasz újításainak – az úgynevezett ferde ék bevezetésének – köszönhetően vált speciális felállássá, ahol az egyik, támadásra kijelölt szárny erősebb, mint a másik, amelynek a visszahúzódás a szerepe.
A görög szó eredeti jelentése: csoport, közösség. A szó eredetileg a nehéz gyalogság, a hopliták zárt csatarendjét jelölte, melynek törvényei és tulajdonságai később a spártaiak népéletének jellemzőivé váltak. A phalanxot a dárdások vonalba állításával és egymáshoz tömörítésével hozták létre. 8–16 sor mélységű, akár másfél kilométer hosszúságú is lehetett. Az elöl levőket a többiek nyomták hátulról, az első 3 sor harcolt, ők voltak lándzsatávolságban, így ott nagyobb eséllyel haltak meg a harcosok. Minél fegyelmezettebb és összehangoltabb mozgású volt egy phalanx, annál sikeresebben törte meg az előtte lévő ellenség csatarendjét (rendszerint egy másik falanxot).

## Eredete

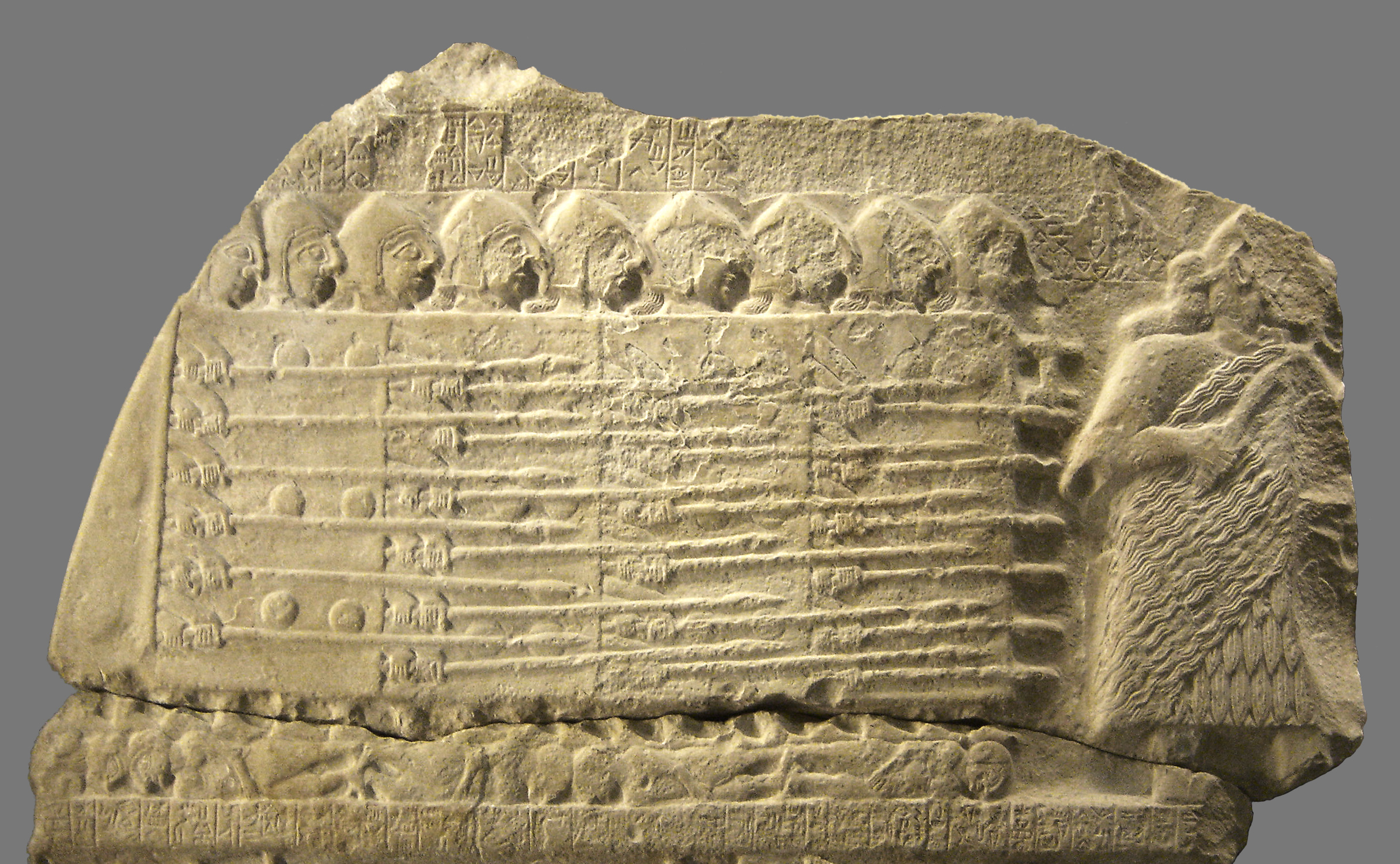
Sumer hadsor Éannatum idejéből (keselyűsztélé)

Az i. e. 25. század környékéről, Mezopotámiából származik az első olyan ábrázolás, amely phalanx-jellegű hadrendet mutat, ez a keselyűsztélé. Ezt a gyalogságot már lándzsákkal, sisakokkal és nagy pajzsokkal látták el. Az ókori Egyiptomban is előfordult hasonló, de a gyenge pajzsok és az alkalmazott közelharc-fegyverzet nem tette lehetővé a phalanx hatékony alkalmazását. A phalanx első írott említése Homérosznál fordul elő.
Egyes feltevések szerint a phalanx önmagában görög találmány, más elképzelések viszont felvetik, hogy a pajzsfal és a lándzsaerdő olyan elterjedt az egész korabeli világban, hogy kapcsolat tehető fel köztük. A haditechnikák átvétele már az ókorban is szokás volt, így nem vethető el, hogy a görögök valahol találkoztak ezzel a harcmodorral, így vették át és fejlesztették tovább a saját speciális adottságaik szerint.
A hoplita-phalanx az i. e. 8. században alakult ki, és a hoplon kifejlesztésével vált általánossá. (A hoplita szó ugyan a hoplonból ered, de már a korábbi, tehát hoplonnal nem rendelkező nehézfegyverzetű gyalogságot is így nevezzük.)

## A görög phalanx

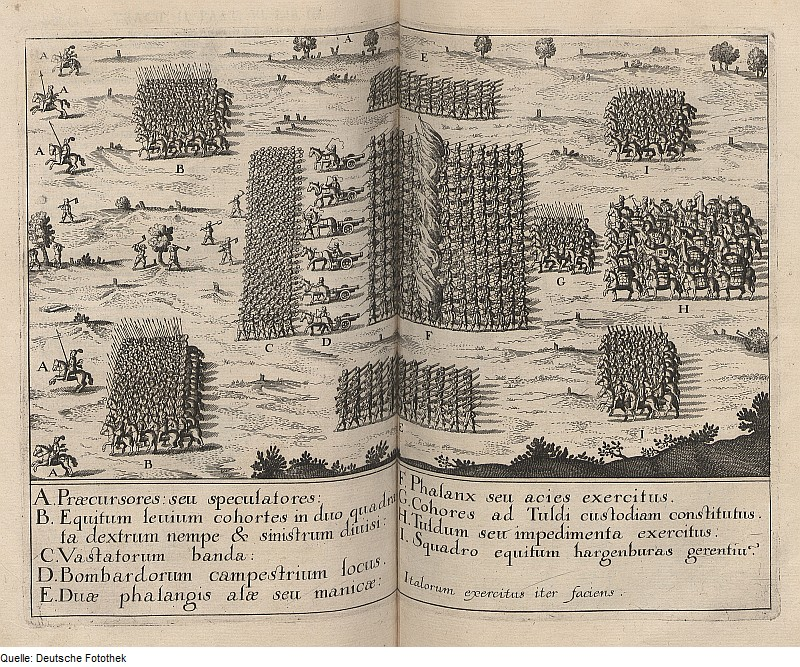
Robert Fludd:Utriusque cosmi maioris scilicet et minoris Metaphysica, physica atque technica Histori című művének illusztrációja

A görög ütközetekben mindig viszonylag kis számú seregek álltak fel egymással szemben. (A spártai hadsereg teljes létszáma a virágkorban mintegy 8000 harcos volt.) Az arcvonal hossza és mélysége (azaz az egymás mellett és mögött álló emberek száma, vagy másképpen a phalanx sorainak és oszlopainak száma) a tereptől és a sereg létszámától függött, a phalanxok egymásnak nyomultak, és végül kézitusában dőlt el a csata sorsa. A két szembenálló arcvonal hosszának körülbelül azonosnak kellett lennie ahhoz, hogy a bekerítést elkerülhessék. A nagyobb létszámú sereg tehát az arcvonal elnyújtásával behozhatatlan előnyhöz juthatott. Ha erre a terepviszonyok miatt nem volt mód, akkor a vonal mélysége, azaz az egymás mögötti sorok száma határozta meg az esélyeket. A hagyományos görög gyalogos harcmodor tehát alapvetően a számbeli fölényen alapult és a közelharcban nyújtott egyéni teljesítményen.
A phalanx-harcos fegyverzete mindig döfőlándzsa volt, amit különleges esetekre – a lándzsa eltörése, elvesztése – esetleg karddal egészítettek ki. A lándzsa 2,1-2,7 méter hosszú, egykezes eszköz, nagyméretű, levélformájú heggyel. Másik végén kisebb hegy volt, amit a földbe lehetett szúrni, így a rohamozó ellenség (főleg lovasság, de néha gyalogság is) saját magát nyársalta fel a kiékelt lándzsákon.
Védelmét a nagyméretű pajzs és a pajzs által nem védhető testfelületeken páncél (mellvért, lábszárvért), sisak látta el. A phalanx általában sétáló tempóban támadott, Miltiádész Marathón mellett alkalmazott taktikája szokatlan forma volt. A szemben álló phalanxok egymásnak sétáltak, és a csata egymás tologatásából és döfködéséből, egyéni párharcokból állt. A csatákat többnyire a számbeli fölény és a harcosok fizikai állóképessége döntötte el. Ennek némileg ellentmondó az adat, miszerint a déliumi csatában (i. e. 424) nyolc sor mélységű athéni phalanx ellenállt a 25 sornyi thébai phalanxnak.
A phalanx-harcos bal kezében fogta a pajzsot, jobbjában a fegyvert. Ezért testének bal oldala jobban védett volt, míg jobb oldalát a jobb oldali társa pajzsa védte, a jobbról érkező támadások ellen kevésbé volt védett. Ezt az ellenség ki is használta. Amikor két phalanx harcolt, a katonák valamelyik irányba, általában jobbra tértek ki, mivel az első sorokban álló katonák ösztönösen a másik pajzsa mögé akartak bújni a lándzsák elöl. Ilyenkor a phalanxot az összeomlás veszélye fenyegette. Amikor a phalanxok egymásba csúsztak, már nem volt többé szükség az alakzatra, kézitusában kellett az ellenséget legyőzni. Az elesett, vagy megfutamodó harcos bal szomszédja védtelen maradt mindaddig, amíg a következő csatasorból egy harcos előre nem lépett. Ezért a megfutamodást a görög hadseregekben mindennél szigorúbban büntették, mivel nemcsak magát mentette, de egy társát is veszélybe sodorta a gyávaság.

### A thébai phalanx

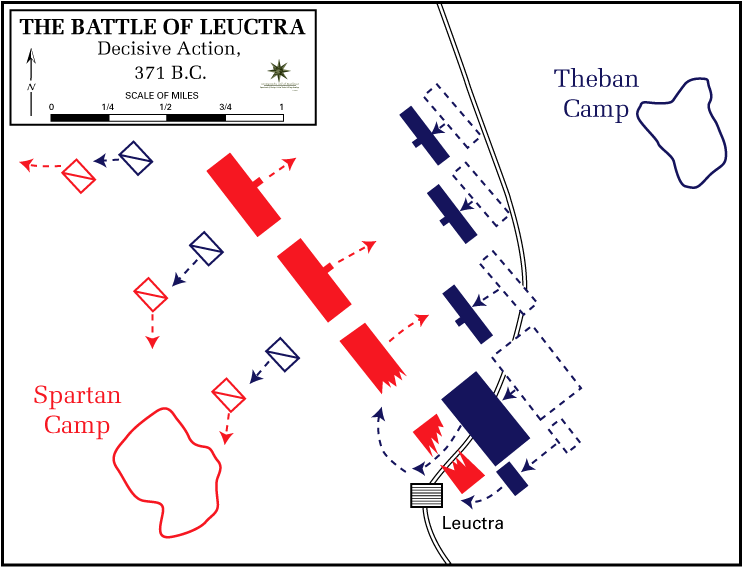
A leuktrai csata döntő mozzana, a spártai jobbszárny szétzúzása

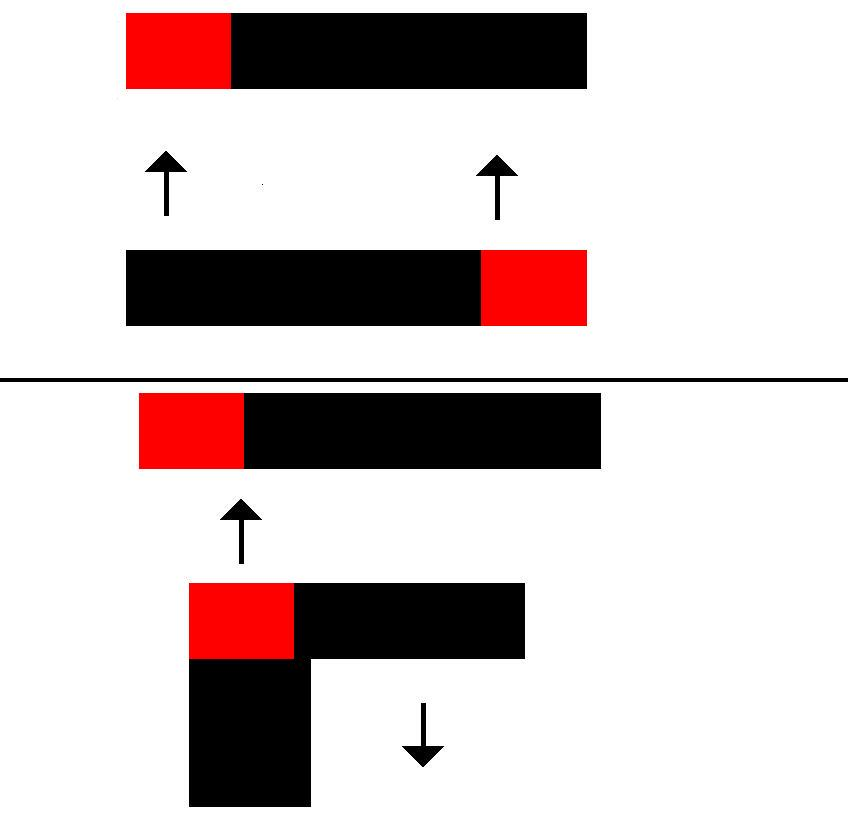
A két szárny ellentétes mozgása miatt az arcvonal valójában elfordul jobb felé

Epameinóndasz a leuktrai csatában ezzel szemben thébaii seregének egyik szárnyát aránytalanul megerősítette, és míg a gyengébb szárny kitartóan védekezett, az erősebb áttörte az ellenséges spártai phalanxot, majd be is kerítette. A görög phalanx jobbszárnyán hagyományosan a legerősebb – elit – csapatok álltak, mindkét oldalon az elit jobbszárny került szembe az ellenfél gyengébb balszárnyával. Ez általában kiegyenlítette az erőviszonyokat, mivel a jobbszárny sebezhetőbb volt a fentebb elmondottak szerint a jobbról jövő támadásokkal szembeni védtelenség miatt. Epameinóndasz pontosan az ellenkezőjét tette: a spártai jobbszárnnyal szemben a saját elitjeit sorakoztatta fel (50 sornyi mélységben!) a balszárnyán, jobbszárnyát viszont teljesen elvékonyította, sőt mélyen meglépcsőzte. . Ez a ferde phalanx a támadás közben az egyenes arcvonalat tartani próbálva valójában is elfordult jobb felé, azaz nem szembe, hanem jobb felé támadott. Emiatt az ellenség nem szemből, hanem jobb felől kapta a támadást, ami ellen védtelenebb volt. A középponttól jobbra minden egyes alakulat egyre messzebb állt az ellenféltől – olyannyira, hogy a két sereg közé itt befért még a lovasság és a könnyűgyalogság (peltasztészek) is. A peltasztészek olyan hatásosan zavarták a spártai phalanx balszárnyát, hogy ezek nem is kerültek harcérintkezésbe a jobb szárnyukon álló gyenge thébaiakkal, mert mire odaértek volna, a másik szárnyon eldőlt a csata.
A spártaiak sok időt töltöttek harci zene mellett a gyakorlással. A ritmikus ütemű zene segítségével az irányváltásra és sebességre vonatkozó parancsokat lehetett közvetíteni a phalanxnak.
Az ókori Spárta célja egyfajta utópia megvalósítása volt: létre akarták hozni a tökéletes társadalmat, amelynek modelljéül a hoplita falanx szolgált hármas jelszavával: fegyelem, közösség, önzetlenség. A spártai phalanx hanyatlásának első jele i. e. 425-ben látszott, amikor a Pülosz ellen küldött spártai kontingens akcióját athéni könnyűfegyverzetű (gymnoi) gyalogos egység fullasztotta kudarcba. Iphikratész újításai valószínűleg thrák hatásra kerültek alkalmazásra és sikeresnek bizonyultak. Ezek a harcosok 3,5 méteres döfőlándzsával, 0,8 méteres pengéjű karddal, bőrvérttel, és könnyített, félhold alakú pajzzsal rendelkeztek.

### A makedón phalanx
II. Philipposz makedón király idejétől a hellenisztikus kor legvégéig makedón phalanx is létezett. Philipposz ezt az I. Alexandrosz által létrehozott pezetairosz (gyalogos társak) nehézgyalogságból alkotta meg. A makedón phalanxban 16 darab, 256 főből álló szüntagma-csoportokból állt össze egy kis phalanx. A szüntagma 16 embernyi szélességű és 16 sor mélységű alakzat, amelyben a hatodik sortól hátra a szariszákat függőlegesen tartották. A makedón phalanxot a hetairoszok és peltasztészek támogatták. Philipposz emellett jelentősen megnövelte a lándzsák hosszúságát, ami miatt az ellenség nehezen tudott a saját fegyvereivel érintkezni az ellenük támadó makedónokkal.

## Újkori névhasználat
A 20. században a szélsőjobboldali spanyol mozgalom, a José Antonio Primo de Rivera által kialakított Falange az ókori phalanxról kapta a nevét, jelezve a tagok összetartását, zárt, áttörhetetlen rendjét.